# 이수진 (전북 정치인)
이수진은 전라북도 출신 지방정치인이다. 출신지는 익산시이지만 전주시에서 전주중앙여중고와  전주대 학사, 석사를 나오고 상경하여 경희대학교 박사를 받고 광진구의원을 역임했다. 이후 전북으로 돌아가 21대 총선 전주시 을에 출마했다가 낙선 후 전라북도의원 비례대표를 지내고 있다.